# Фађано (Таранто)
Фађано (итал. Faggiano) је насеље у Италији у округу Таранто, региону Апулија.
Према процени из 2011. у насељу је живело 3507 становника. Насеље се налази на надморској висини од 58 м.

## Становништво
Према резултатима пописа становништва 2011. у општини је живело 3.540 становника.
| 1931. | 1936. | 1951. | 1961. | 1971. | 1981. | 1991. | 2001. | 2011. |
| ----- | ----- | ----- | ----- | ----- | ----- | ----- | ----- | ----- |
| 1.703 | 1.819 | 2.512 | 2.628 | 2.788 | 3.306 | 3.526 | 3.513 | 3.540 |